# Codex Augusteus
Der Codex Augusteus war eine einflussreiche Sammlung der Gesetze Kursachsens, die 1724 in Leipzig erschien. Sie wurde vom Herausgeber Johann Christian Lünig zu Ehren von Kurfürst Friedrich August I. von Sachsen (1670–1733, Kurfürst 1694–1733) benannt.
Der Codex Augusteus (zu deutsch auch Augustäischer Codex) war als umfangreichste Gesetzessammlung für die Juristen im Kurfürstentum Sachsen wichtig und wegen seiner Zuverlässigkeit beliebt. Die Sammlung wurde von dem Juristen und Leipziger Stadtschreiber Johann Christian Lünig (1662–1740) kompiliert und anschließend offiziell gebilligt. Die erste, zweibändige Ausgabe bearbeitete den Zeitraum von 1255 bis 1724. Sie wurde später in drei Fortsetzungen um zahlreiche weitere Vorschriften ergänzt.
Der Titel der Sammlung nach der Erstausgabe lautet CODEX AUGUSTEUS, oder Neuvermehrtes Corpus juris Saxonici, worinnen die in dem Churfürstentum Sachsen und dazugehörigen Landen, auch denen Margrafthümern Ober- und Nieder-Lausitz publicirte und ergangene Constitutiones, Decisiones, Mandata und Verordnungen enthalten, Nebst einem Elencho, dienlichen Summarien und vollkommenen Registern, Mit Jhrer Königlichen Majestät in Pohlen, als Churfürstens zu Sachsen, Allergnädigsten Bewilligung ans Licht gegeben und in richtige Ordnung gebracht von Johann Christian Lünig.
Der Codex ist heute eine der wichtigsten Quellen zur Rechtsgeschichte Sachsens.
In einer sogenannten 1. Fortsetzung wurde fast 50 Jahre später der Zeitraum bis 1772 nachgetragen; in einer 2. Fortsetzung sammelte man die Rechtsvorschriften bis Ende 1800. Die 3. Fortsetzung umfasste vor allem den Zeitraum von 1801 bis 1818 und schloss damit die Lücke bis zum regelmäßigen Erscheinen der sächsischen Gesetz- und Verordnungsblätter.
Noch ein über 100 Jahre nach der Erstausgabe erschienenes Chronologisches Register des geltenden Rechts im Königreich Sachsen, herausgegeben von Karl Merbeth 1834, beruht weitgehend auf dieser halbamtlichen Sammlung.